# Georg Jonathan von Holland
Georg Jonathan von Holland (* 6. August 1742 in Rosenfeld, Württemberg; † 11. April 1784 in Stuttgart) war ein deutscher Philosoph, Mathematiker und Lehrer.

## Leben und Wirken
Holland besuchte die Lateinschule in Rosenfeld und studierte anschließend Mathematik, Philosophie und Theologie in den Klöstern Blaubeuren und Bebenhausen. Er vervollständigte seine Studien am Theologischen Seminar des Evangelischen Stifts Tübingen. Seine Studien schloss er in Tübingen im Jahre 1763 mit dem Magister ab.
Im Jahre 1765 wurde er Hauslehrer und Erzieher der Söhne des Herzogs Friedrich Eugen von Württemberg. Als Anerkennung seiner Gelehrsamkeit wurde ihm der Titel eines außerordentlichen Professors der Philosophie an der Universität Tübingen verliehen. Eine Stelle, die er aber nie antrat, vielmehr begleitete er seine ihm anvertrauten Zöglinge auf Reisen nach Lausanne und später zu den herzoglichen Gütern in Pommern und nach Schlesien.
Katharina II. lud ihn nach Sankt Petersburg ein. Dort avancierte er zum kaiserlichen russischen Hauptmann und wurde gleichzeitig als Freiherr in den Adelstand erhoben. Er verbrachte einige Zeit in Sankt Petersburg und ging dann nach Lüben in der Woiwodschaft Niederschlesien.
Im Jahre 1783 litt er unter Auszehrung und man darf wahrscheinlich eine Tuberkulose vermuten. So erkrankt reiste er nach Stuttgart zurück, wo er trotz mancher Heilungsversuche im folgenden Jahre verstarb.
In seiner Schrift „Réflexions philosophiques sur le systême de la Nature“ (1773) polemisierte er gegen die von Paul Henri Thiry d’Holbach verfasste und 1770 in zwei Bänden erschienene Arbeit Système de la Nature ou Des Loix du Monde Physique et du Monde Moral oder kurz Système de la Nature. Die erste deutsche Übersetzung des Système de la Nature von d’Holbach war erst im Jahre 1783 erhältlich. Von allen seinen Schriften war die Réflexions philosophiques sur le systême de la Nature, zuerst in London im Jahre 1772 publiziert, die am meisten beachteteste. Sie wurde von Johann Carl Wezel als Philosophische Anmerkungen über das System der Natur noch im gleichen Jahre in deutscher Sprache und nur ein Jahr später in französischer Sprache in Paris veröffentlicht.
Lesenswert ist auch heute noch sein Briefwechsel mit Johann Heinrich Lambert insbesondere über die Begründung der Differentialrechnung und über eine mathematische Darstellung der Philosophie in Anlehnung an Ploucquet’s und Lambert’s eigenen Versuche in dieser Richtung. Dieser Briefwechsel ist im ersten Band des durch Johann III Bernoulli herausgegebenen deutschen Gelehrtenbriefwechsel von Lambert enthalten.

## Werke (Auswahl)
- Innhalt des Kästnerischen Vortrags vom Newtonischen Parallelogramm. Cotta, Tübingen 1765.
- Réflexions philosophiques sur le Système de la nature. 2 Vol. Paris 1772. (2. Ausgabe. Valade, Paris 1773)
- Schreiben über die Beurteilung des Plocquetischen Kalküls in den Literaturbriefen. Tübingen 1763.
- Abhandlung über die Mathematik, die allgemeine Zeichenkunst und die Verschiedenheit der Rechnungsarten. Tübingen 1764.
- Briefwechsel. in Johann Heinrich Lamberts deutscher gelehrten Briefwechsel, Hrsg. J. Bernoulli, 1 Vol. Berlin / Dessau 1781.